# Esqui aquático nos Jogos Pan-Americanos de 2019 - Wakeboard feminino
A competição de wakeboard feminino foi um dos eventos do esqui aquático nos Jogos Pan-Americanos de 2019, em Lima. Foi disputada na Laguna Bujama nos dias 27 e 29 de julho.

## Calendário
Horário local (UTC-5).
| Data        | Horário | Fase         |
| ----------- | ------- | ------------ |
| 27 de julho | 13:00   | Preliminares |
| 27 de julho | 14:36   | Repescagem   |
| 29 de julho | 16:00   | Finais       |

## Medalhistas
| Ouro   | ARG Eugenia de Armas    |
| Prata  | USA Mary Howell         |
| Bronze | BRA Mariana Nep Ribeiro |

## Resultados

### Preliminares
As duas melhores atletas de cada eliminatória se classificaram para a final. As outras foram para a repescagem.

### Eliminatória 1
| Colocação | Atleta             | Nacionalidade | Resultados | Notas |
| --------- | ------------------ | ------------- | ---------- | ----- |
| 1         | Eugenia de Armas   | ARG Argentina | 72.89      | Q     |
| 2         | Lorena Jasso       | MEX México    | 51.44      | Q     |
| 3         | Sofía Lopera       | COL Colômbia  | 23.66      | R     |
| 4         | Ana Cristina Sisul | PAR Paraguai  | 14.00      | R     |

### Eliminatória 2
| Colocação | Atleta              | Nacionalidade      | Resultados | Notas |
| --------- | ------------------- | ------------------ | ---------- | ----- |
| 1         | Mary Howell         | USA Estados Unidos | 71.22      | Q     |
| 2         | Mariana Nep Ribeiro | BRA Brasil         | 52.45      | Q     |
| 3         | Erika Langman       | CAN Canadá         | 34.89      | R     |
| 4         | Jacinta Bernales    | CHI Chile          | 29.89      | R     |

### Repescagem
As duas melhores atletas da repescagem se classificaram para a final.
| Colocação | Atleta             | Nacionalidade | Resultados | Notas |
| --------- | ------------------ | ------------- | ---------- | ----- |
| 1         | Erika Langman      | CAN Canadá    | 32.78      | Q     |
| 2         | Ana Cristina Sisul | PAR Paraguai  | 32.11      | Q     |
| 3         | Sofía Lopera       | COL Colômbia  | 30.89      |       |
| 4         | Jacinta Bernales   | CHI Chile     | 30.11      |       |

### Finais
| Colocação         | Atleta              | Nacionalidade      | Resultados | Notas |
| ----------------- | ------------------- | ------------------ | ---------- | ----- |
| Medalha de ouro   | Eugenia de Armas    | ARG Argentina      | 82.67      |       |
| Medalha de prata  | Mary Howell         | USA Estados Unidos | 79.78      |       |
| Medalha de bronze | Mariana Nep Ribeiro | BRA Brasil         | 62.22      |       |
| 4                 | Erika Langman       | CAN Canadá         | 61.78      |       |
| 5                 | Lorena Jasso        | MEX México         | 61.11      |       |
| 6                 | Ana Cristina Sisul  | PAR Paraguai       | 29.00      |       |